# Фохт-Бабушкин, Юрий Ульрихович
Юрий Ульрихович Фохт-Бабушкин (14 августа 1930, Москва — 9 июня 2022, там же) — советский и российский искусствовед, академик РАО (1999).

## Биография
Родился 14 августа 1930 года в Москве.
В 1952 году окончил факультет русского языка и литературы Московского педагогического института имени В. П. Потёмкина, затем там же учился в аспирантуре по кафедре русского языка и советской литературы, в 1955 году защитил кандидатскую диссертацию.
В 1985 году защитил докторскую диссертацию, тема: «Научное управление художественной культурой как объект эстетического исследования».
В 1950-е годы преподавал в Челябинском государственном педагогическом институте, затем работал в московском издательстве «Художественная литература».
С 1962 по 1977 годы работал в НИИ художественного воспитания АПН СССР.
С 1977 года работал в Государственном институте искусствознания, в том числе — заведующим отделом социологической и статистической информации.
В 1992 году избран членом-корреспондентом, в 1999 году — академиком Российской академии образования, состоял в отделении образования и культуры.
Скончался 9 июня 2022 года.

## Научная деятельность
Специалист по теории культуры и эстетике.
Научные исследования посвящены роли искусства в развитии личности, природе и закономерностям художественной жизни общества. Юрий Фохт-Бабушкин внёс вклад в разработку философско-эстетического обоснования комплексной методологии выявления социально-эстетических функций искусства на основе данных социологии художественной культуры. В результате им была выстроена личностная структура общества из основных духовных потенциалов (познавательного, созидательного, ценностно-ориентационного и коммуникативного) и главных социальных ролей (производственной, общественной, семейной и досуговой).
Специалист по биографии и творчеству В. В. Вересаева. Подготовил к печати собрания сочинений Вересаева для Библиотеки «Огонёк» (5 томов — 1961 г., 4 тома — 1985 г., 4 тома — 1990 г.) и другие издания его произведений.

## Награды
- Заслуженный деятель науки Российской Федерации (30 января 1995) — за заслуги в научной деятельности[2]